# Cain Seedorf
Cain Seedorf (Almere, 19 januari 2000) is een Nederlands-Surinaams voetballer die doorgaans speelt als rechtsbuiten. In september 2024 verruilde hij Telstar voor Roda JC. Voetballers Chedric, Clarence en Stefano Seedorf zijn ooms van Cain, Collin en Regilio Seedorf neven.

## Clubcarrière
Seedorf speelde in de jeugd van Ajax, maar viel af bij de Amsterdammers en kwam bij Zeeburgia terecht. Via twee seizoenen bij Almere City keerde hij terug bij Zeeburgia, alvorens sc Heerenveen hem scoutte in 2015. Vier jaar later nam ADO Den Haag hem over en bij die club tekende hij in 2020 zijn eerste professionele contract. Op 4 april 2021 maakte de verdediger zijn officiële debuut voor ADO. Thuis tegen FC Utrecht kwam Jonas Arweiler tot scoren namens de Haagse club, maar Gyrano Kerk, Joris van Overeem, Othman Boussaid en Adam Maher scoorden tegen: 1–4. Seedorf mocht van coach Ruud Brood als basisspeler aan de wedstrijd beginnen en werd dertien minuten voor het einde van het duel gewisseld ten faveure van Silvinho Esajas. Medio 2021 degradeerde ADO naar de Eerste divisie.
Na afloop van het seizoen 2021/22, waarin hij twintig competitiewedstrijden speelde, mocht Seedorf vertrekken bij ADO. Aan het begin van de jaargang erna ging hij op proef bij IJsselmeervogels. Hierna deed hij dit ook bij Telstar, waar hij een amateurcontract kreeg. Zijn eerste doelpunten voor Telstar maakte Seedorf op 29 maart 2024, toen hij tweemaal doel trof tijdens een overwinning op Jong FC Utrecht: 5–1. Een dag na die wedstrijd werd een optie in zijn contract gelicht, waardoor deze werd omgezet in een professionele verbintenis en hij tot medio 2025 kwam vast te liggen bij Telstar. Na vier wedstrijden in het seizoen 2024/25 liet hij Telstar achter zich; Roda JC nam hem over en gaf hem een contract voor drie seizoenen.

## Clubstatistieken
| Seizoen | Club         | Competitie     | Competitie | Competitie | Beker | Beker | Internationaal | Internationaal | Totaal | Totaal |
| Seizoen | Club         | Competitie     | Wed.       | Dlp.       | Wed.  | Dlp.  | Wed.           | Dlp.           | Wed.   | Dlp.   |
| ------- | ------------ | -------------- | ---------- | ---------- | ----- | ----- | -------------- | -------------- | ------ | ------ |
| 2020/21 | ADO Den Haag | Eredivisie     | 3          | 0          | 0     | 0     | —              | —              | 3      | 0      |
| 2021/22 | ADO Den Haag | Eerste divisie | 20         | 0          | 2     | 1     | —              | —              | 22     | 1      |
| 2022/23 | Telstar      | Eerste divisie | 24         | 0          | 1     | 0     | —              | —              | 25     | 0      |
| 2023/24 | Telstar      | Eerste divisie | 33         | 2          | 1     | 0     | —              | —              | 34     | 2      |
| 2024/25 | Telstar      | Eerste divisie | 4          | 0          | 0     | 0     | —              | —              | 4      | 0      |
| 2024/25 | Roda JC      | Eerste divisie | 0          | 0          | 0     | 0     | —              | —              | 0      | 0      |
| Totaal  | Totaal       | Totaal         | 84         | 2          | 4     | 1     | 0              | 0              | 88     | 3      |

Bijgewerkt op 14 september 2024.